# にっぽんご
『にっぽんご』は、日本の民間教育研究団体である教育科学研究会・国語部会と、言語学の研究会である言語学研究会が中心となって作り上げた、言語教育（日本語そのものについての指導）のための教科書（テキスト）。

## 概説
《取り立てて行う日本語指導》のテキストとして、あえて学校文法をベースとせず、言語学や現代日本語文法研究にもとづく検討等を取り入れた文法論等を含む内容で、1964年以降刊行が続けられており、特にいわゆる「日本語教育」用として（国語教育との違いはリンク先の記事を参照のこと）の他、日本国内外の副読本等として小学校・中学校・高校・大学・日本語学校等で用いられている。また、中国・韓国・ロシア等、諸外国でも、このテキストは日本語を研究する上で避けて通ることのできない重要な参考文献とされている。

## 刊行テキスト
2014年11月1日現在、刊行されているのは下記の通りである。
- 『にっぽんご 1・もじのほん』（明星学園・国語部著、むぎ書房）
- 『にっぽんご 2・もじ, はつおん,ぶんぽう』（明星学園・国語部著、むぎ書房）
- 『にっぽんご 3の上・文法』（明星学園・国語部著、むぎ書房）
- 『にっぽんご 4の上・文法』（明星学園・国語部著、むぎ書房）
- 『にっぽんご 5・発音とローマ字』（教育科学研究会・秋田国語部会著、むぎ書房）
- 『にっぽんご 6・語い』（教科研・群馬国語部会・語い研究サークル著、むぎ書房）
- 『にっぽんご 7・漢字』（明星学園・国語部著、むぎ書房）
- 『一年生のにっぽんご・上』（教育科学研究会・国語部会著、むぎ書房）
- 『一年生のにっぽんご・下』（教育科学研究会・国語部会著、むぎ書房）
- 『二年生のにっぽんご』（教育科学研究会・国語部会著、むぎ書房）
- 『あたらしいにっぽんご』（教育科学研究会・国語部会著、むぎ書房）

## 関連書籍
- 鈴木重幸1972『日本語文法・形態論』（むぎ書房）　『にっぽんご 4の上・文法』の解説書。
- 須田清『かな文字の教え方』（むぎ書房）, 『にっぽんご1・もじのほん』の指導書。
- 『教育国語』（教育科学研究会・国語部会の機関誌。むぎ書房。もと、季刊誌だったが、現在は年2回刊行。2006年9月現在、第4期9号を刊行。）

## 主な執筆者
- 篠崎五六
- 無着成恭
- 奥田靖雄
- 宮島達夫
- 鈴木重幸
- 鈴木康之
- 高木一彦
- 須田清

## 主な装丁担当者
- 安野光雅